# Transdanubio Meridionale
Il Transdanubio Meridionale (in ungherese: Dél-Dunántúl) è una regione dell'Ungheria.
La regione è costituita dalle contee di:
- Baranya,
- Somogy,
- Tolna.

Questo raggruppamento è usato per fini statistici dall'Unione Europea (Eurostat) come raggruppamento di livello 2 (NUTS 2).